# Mahabharat (TV-serie 2013)
Mahabharat  är en indisk TV-serie som sändes på Star Plus från 16 september 2013 till 16 augusti 2014. Saurabh Raj Jahm och Shaheer Sheikh spelar huvudrollerna.

## Rollista (i urval)
- Saurabh Raj Jain som Shri Krishna
- Shaheer Sheikh som  Arjun
- Pooja Sharma som Draupadi
- Aham Sharma som Karn
- Arav Chowdhary som Bhishma
- Praneet Bhatt som Shakuni
- Rohit Bharadwaj som Yudhisthir
- Saurav Gurjar som Bheem
- Arpit Ranka som  Duryodhan